# Xiphorhynchus
Xiphorhynchus es un género de aves paseriformes perteneciente a la familia Furnariidae que agrupa a especies nativas de la América tropical (Neotrópico), cuyas áreas de distribución se encuentran desde el norte de México a través de América Central y del Sur hasta el noreste de Argentina. A sus miembros se les conoce por el nombre popular de trepatroncos o trepadores.

## Etimología
El nombre genérico masculino «Xiphorhynchus» se compone de las palabras del griego «ξιφος xiphos» que significa ‘espada’, y «ῥυγχος rhunkhos» que significa ‘pico’.

## Características
Las especies de este género forman un grupo confuso de trepatroncos medianos a bastante grandes, midiendo entre 20 a 26 cm de longitud (con excepción de X. fuscus, 17 a 18 cm), encontrados principalmente en bosques húmedos de baja altitud; unos pocos (especialmente X. triangularis y X. erythropygius) son más montanos. Todos son estriados o pintados en algún grado (menos lisos que los Dendrocincla) y sus picos son apenas ligeramente curvos (menos, y menos esbeltos también que los Lepidocolaptes). A pesar de que algunos problemas han sido recientemente resueltos, algunas especies todavía presentan desafíos taxonómicos.

## Taxonomía
Las especies antes en este género X. picus y X. kienerii fueron separadas en un género propio Dendroplex bajo los nombres científicos Dendroplex picus y Dendroplex kienerii, siguiendo la aprobación de la propuesta N° 316 al SACC, con base en los estudios de Aleixo et al (2007) y confirmado por el amplio estudio de Derryberrry et al (2011).

## Lista de especies
De acuerdo con las clasificaciones del Congreso Ornitológico Internacional (IOC) y Clements Checklist/eBird agrupa a las siguientes especies, con el respectivo nombre popular de acuerdo con la Sociedad Española de Ornitología (SEO) u otro cuando referenciado:
| Imagen | Nombre científico                           | Autor                           | Nombre común                       | Estado de conservación | Distribución |
| ------ | ------------------------------------------- | ------------------------------- | ---------------------------------- | ---------------------- | ------------ |
|        | Xiphorhynchus obsoletus                     | (Lichtenstein), 1820            | trepatroncos loco                  | LC                     |              |
|        | Xiphorhynchus fuscus                        | (Vieillot), 1818                | trepatroncos enano                 | LC                     |              |
|        | Xiphorhynchus atlanticus                    | (Cory), 1916                    | trepatroncos atlántico             | VU                     |              |
|        | Xiphorhynchus pardalotus                    | (Vieillot), 1818                | trepatroncos silbador              | LC                     |              |
|        | Xiphorhynchus ocellatus                     | (Spix), 1824                    | trepatroncos ocelado               | LC                     |              |
|        | Xiphorhynchus (ocellatus) chunchotambo      | (Tschudi), 1844                 | trepatroncos de Tschudi            | LC                     |              |
|        | Xiphorhynchus (ocellatus) beauperthuysii    | (Pucheran & Lafresnaye), 1850   | trepatroncos ocelado septentrional | LC                     |              |
|        | Xiphorhynchus elegans                       | (Pelzeln), 1868                 | trepatroncos elegante              | LC                     |              |
|        | Xiphorhynchus spixii                        | (Lesson), 1830                  | trepatroncos de Spix               | LC                     |              |
|        | Xiphorhynchus guttatus                      | (Lichtenstein), 1820            | trepatroncos pegón                 | LC                     |              |
|        | Xiphorhynchus (guttatus) guttatoides        | (Lafresnaye), 1850              | trepatroncos de Lafresnaye         | LC                     |              |
|        | Xiphorhynchus susurrans                     | (Jardine), 1847                 | trepatroncos cacao                 | LC                     |              |
|        | Xiphorhynchus flavigaster                   | Swainson, 1827                  | trepatroncos picomarfil            | LC                     |              |
|        | Xiphorhynchus lachrymosus                   | (Lawrence), 1862                | trepatroncos pinto                 | LC                     |              |
|        | Xiphorhynchus erythropygius                 | (P.L. Sclater), 1860            | trepatroncos manchado              | LC                     |              |
|        | Xiphorhynchus (erythropygius) aequatorialis | (Berlepsch & Taczanowski), 1884 | trepatroncos manchado sureño       | LC                     |              |
|        | Xiphorhynchus triangularis                  | (Lafresnaye), 1842              | trepatroncos dorsioliva            | LC                     |              |